# Versant Object Database
Versant Object Database (VOD) è un applicativo di base di dati ad oggetti di Versant Corporation.
Versant Object Database abilita gli sviluppatori ad usare linguaggi orientati agli oggetti per archiviare transazionalmente le loro informazioni permettendo che il linguaggio agisca sul Data Definition Language per la base di dati: il modello della memoria è il modello dello schema della base di dati.

## Caratteristiche
- I linguaggi supportati sono: Java, C# e C++, Smalltalk e Python.
- Preesistenza degli oggetti trasparente da C++, Java e .NET
- Supporto per gli standard, e.g., JDO
- Seamless database distribution
- Enterprise-class
- Evoluzione dello schema dinamica
- multithreading, multisessione
- architettura ad oggetti End-to-end
- Controllo della concorrenza a grana fine